# Opera semiseria
Pour les articles homonymes, voir Seria (homonymie).

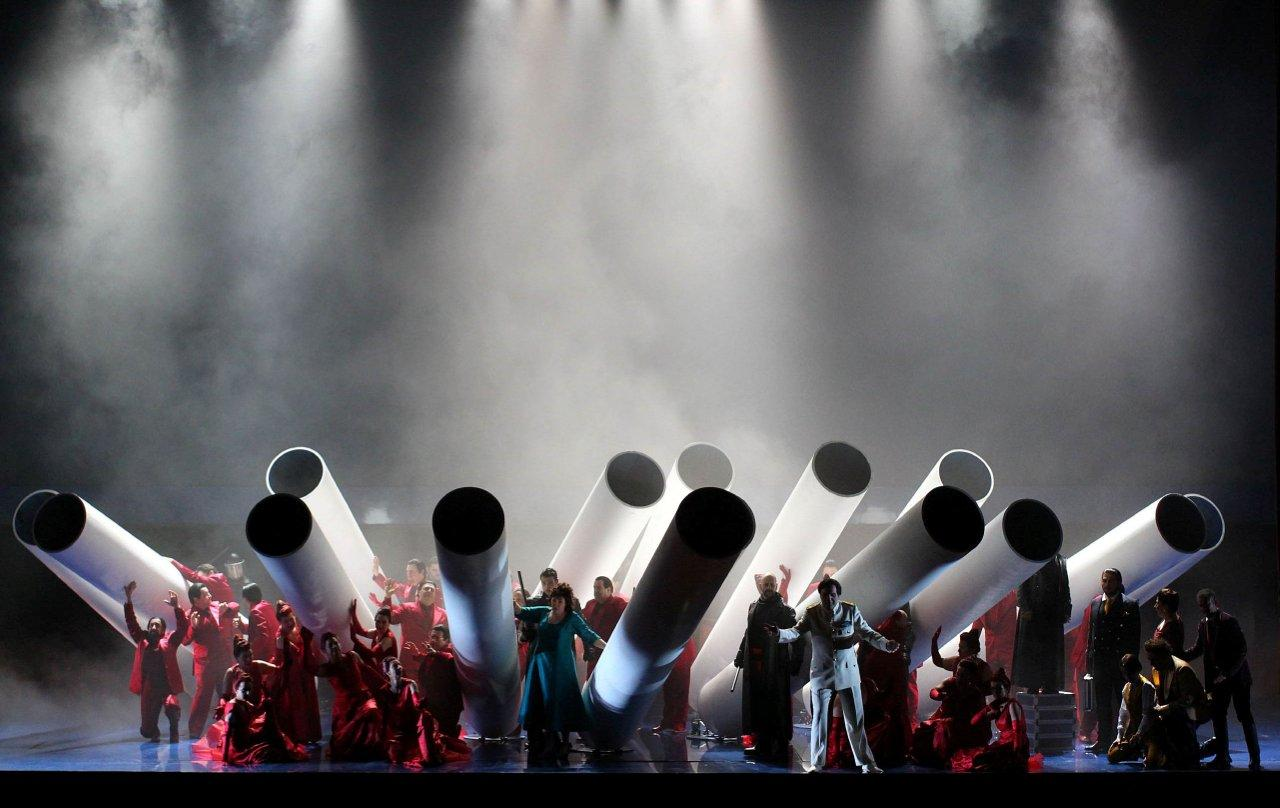
Représentation de La gazza ladra (La Pie Voleuse) de Rossini sous la direction de Damiano Michieletto, 2012.

L’opera semi-seria est un genre d’opéra se situant entre l’opera seria et l’opera buffa. Trois des exemples les plus célèbres sont Linda di Chamounix de Gaetano Donizetti, La Sonnambula (« La Somnambule ») de Vincenzo Bellini et La Gazza ladra (« La Pie voleuse ») de Gioacchino Rossini.
L’opera semi-seria naît en Italie dans les dernières années du XVIIIe siècle en s’inspirant de l’opéra à sauvetage qui se développe à partir de la Révolution française. Ce genre présente les mésaventures d’un jeune couple de condition modeste qui, opposé généralement à un ou plusieurs aristocrates, réussit à surmonter toutes les difficultés. L’intrigue connaît un heureux dénouement.
Le succès de ce genre dans la première moitié du XIXe siècle va au-delà du nombre d’opéras intitulés « semiseria ». En fait les opéras serias sont de plus en nombreux à incorporer des éléments comiques, tandis que l’opéra buffa se rapproche du pathétique. Ce phénomène est particulièrement visible dans quelques œuvres de Giuseppe Verdi, notamment Rigoletto en 1851 et Un ballo in maschera en 1859 qui ont les caractéristiques de l’opera semiseria, mais avec un final tragique.

## Principaux opéras sémiserias
- Nina, o sia La pazza per amore (it) de Giovanni Paisiello (1789)
- Camilla (it) de Ferdinando Paër (1799)
- Lodoiska de Johann Simon Mayr (1800)
- La Pie voleuse de Gioachino Rossini (1817)
- La sonnambula de Vincenzo Bellini (1831)
- Il furioso all'isola di San Domingo (it) de Gaetano Donizetti (1833)
- Linda di Chamounix de Gaetano Donizetti (1842)

## Citation
Stendhal : « les sots ont du goût pour l’opéra semi-seria ; ils comprennent le malheur et non le comique » in Rome, Naples et Florence.